# Retro Puppet Master
Retro Puppet Master è un film del 1999 diretto da David DeCoteau.

## Trama
Il film inizia con il vecchio Andre Toulon che narra ai suoi pupazzi la sua giovinezza. Proiettati nella Parigi del 1902, il giovane Andre Toulon lavora nella sua fabbrica con il suo teatrino di marionette. Una sera Toulon ed i suoi amici trovano e aiutano un vecchietto pestato a sangue, rivelandosi poi un mago di 3000 anni che conosce il segreto della vita. Tre mummie inquietanti, ora vogliono far fuori Toulon, il vecchio mago Afzel e compagni. La storia si complica con la storia d'amore tra Toulon ed una bellissima damigella.